# Grimoald II

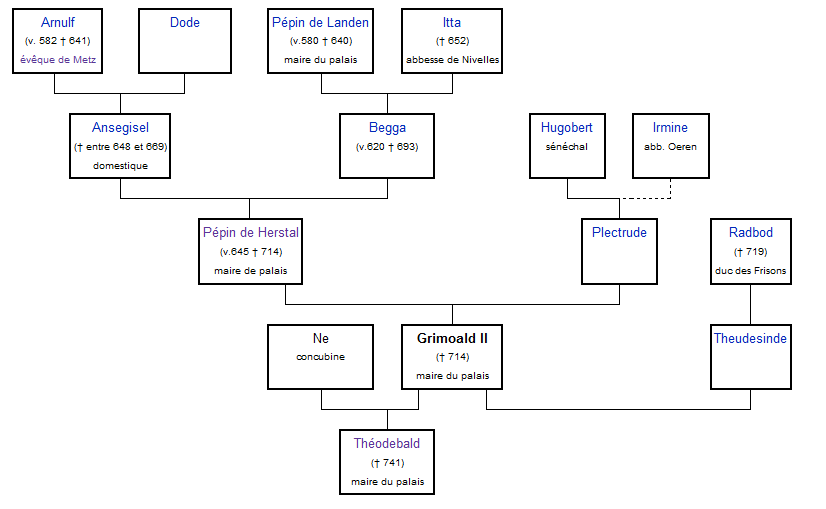
Genealogia

Grimoald II o Grimoald d'Héristal o Grimoald el Jove († 714) fou un noble franc de la branca dels arnúlfides, fill de Pipí d'Héristal (duc dels francs) i de Plectrudis. Fou majordom de palau de Nèustria del 695 al 714, de Borgonya del 700 al 714 i duc de Xampanya i Borgonya del 708 al 714.
El 695 en morir el majordom de Nèustria Nordebert, posat al càrrec per Pipí d'Héristal, aquest va decidir nomenar al seu propi fill al seu lloc. El 700 el pare el va nomenar també pel mateix càrrec a Borgonya. Quan el 708 va morir el seu germà gran Drogó, Pipí li va donar també tots els honors d'aquest, principalment els ducats de Xampanya i de Borgonya. Apareix esmentat el 13 de desembre del 710 com testimoni en una donació feta pel rei Khildebert III el Just en favor de l'abadia de Saint-Denis. El seu pare el va designar successor. El 711 Pipí va signar la pau amb els frisons manats pel duc Ratbod, el qual va refusar convertir-se al cristianisme però va acceptar que la seva filla Teodesinda fos batejada i es casés amb Grimoald.
L'abril del 714 estava pregant sobre la tomba de saint Lambert a Lieja quan fou assassinat per un frisó pagà anomenat Rangar fill de Belial. Estava casat amb Teodesinda, filla del duc frisó Ratbod, però l'únic fill que se li coneix, Teodebald, va néixer d'una concubina.